# آنتونی اسمیت

آنتونی اسمیت در برابر دانشگاه کرمان در سال ۱۳۸۵-عکس علی اکبر عبدالرشیدی

آنتونی جان فرانسیس اسمیت(English: Anthony John Francis Smith)، (متولد ۳۰ مارس ۱۹۲۹ - متوفی ۷ ژوئیه ۲۰۱۴) جهانگرد، ماجراجو، نویسنده و جانورشناس انگلیسی است. وی زمانی مجری برنامه‌های تلویزیون و روزگاری نویسنده مقاله برای روزنامه‌های این کشور از جمله روزنامه دیلی تلگراف هم بوده‌است.
اسمیت در دوران جنگ جهانی دوم به آموزش خلبانی پرداخت اما با پایان جنگ کار آموزش او هم نیمه‌تمام ماند. وی هرگز امکان حضور در جنگ را نیافت؛ لذا به دانشگاه آکسفورد انگلستان رفت و در رشته جانورشناسی مشغول به تحصیل شد.

## ماهی کور
در سال ۱۹۵۰ برای نوشتن پایان‌نامه دوران کارشناسی دانشگاه به دنبال ماهی سفید کور که در آب‌های سرد و غارها و زیر زمین زندگی می‌کند راهی ایران، کرمان، جوپار و قنات گوهر ریز جوپار شد. وی در آن سفر نتوانست آن ماهی را بیابد. اما سفرنامه خود را با نام ماهی سفید کور در ایران نوشت و در سال ۱۹۵۳ در ۲۳۲ صفحه انتشار داد. این کتاب به سرعت شهرت یافت و به چندین زبان اروپائی ترجمه شد. وی در همین سفر مستندی دربارهٔ قنات در ایران برای بی‌بی‌سی ساخت که هنوز جزو بهترین مستندهای تلویزیونی بی‌بی‌سی به‌شمار می‌رود.
وی پس از سفرهای دیگر خود به نقاط دیگر جهان از جمله به قطب شمال و طی طول آفریقا با موتوسیکلت کتاب‌های دیگری نیز انتشار داده‌است. در سال‌های بعد هم سخنرانی‌های متعددی در معرفی قنات انجام داد.

## دیدار دوباره از ایران

اسمیت در داخل قنات گوهر ریز جوپار کرمان- عکس علی اکبر عبدالرشیدی

اسمیت در سال ۱۳۸۵ برای سومین بار به کرمان و سپس به جوپار سفر کرد و به قنات گوهر ریز سر زد. وقتی به قنات گوهر ریز رسید بی‌اختیار خود را در آب قنات افکند. اهالی جوپار از او استقبالی در خور انجام دادند. او سه روز در کرمان و جوپار ماند و خاطره‌ای ماندنی با خود برد. از او پرسیدند چرا چنین به جوپار علاقه‌مندی. او گفت جوپار دروازه دنیا را به روی من باز کرد. از این‌جا بود که به ۷۰ کشور سفر کردم و ۳۰ جلد کتاب نوشتم. جوپار عشق اول من بود و کسی یافت نشده که عشق اول خود را فراموش کند.

## طی عرض اقیانوس اطلس با قایق
وی در روز ۱۰ بهمن ماه جاری در سن ۸۳ سالگی و با عصایی در دست با سه تن دیگر از دوستان قدیمی اش سوار بر یک قایق بادی راهی اقیانوس اطلس شده تا در سفری سه‌ماهه با طی عرض این اقیانوس رکورد تازه‌ای از ماجراجوئی‌های خود را برجای بگذارد. در این سفر که از جزایر قناری آغاز شد تا رسیدن به باهاما ۲۸ هزار مایل دریائی طی شد.
آنتونی اسمیت هدف اصلی خود را از این ماجراجوئی توجه جهانیان به نیاز میلیون‌ها نفر از انسان‌های روی زمین به آب بهداشتی و در عین حال جمع‌آوری ۵۰ هزار پوند (حدود هشتاد میلیون تومان) برای کمک به امور خیریه جهت تأمین آب بهداشتی گروهی از این نیازمندان عنوان کرده‌است.

## مرگ
آنتونی اسمیت که در لندن زندگی می‌کرد، سرانجام در ۷ ژوئیه ۲۰۱۴ در اثر مشکل تنفسی در شهر آکسفورد انگلستان درگذشت.